# You Are Here
You Are Here är en sång av John Lennon, utgiven 1973 på albumet Mind Games. Låten är en kärlekssång till Yoko Ono, när skivan Mind Games ges ut har dock Lennon och Ono separerat.